# Spectral
Spectral es una película estadounidense en 3D de ciencia ficción y acción dirigida por Nic Mathieu. La historia trata sobre un científico enviado al frente de guerra en Europa del Este para intentar esclarecer las misteriosas muertes de algunos soldados a manos de entidades similares a fantasmas que solo pueden ser vistos gracias a unas gafas de su invención. El guion fue escrito por Ian Fried, John Gatins y George Nolfi con una historia de Fried. La película está protagonizada por James Badge Dale, Max Martini, Emily Mortimer y Bruce Greenwood. Fue estrenada el 9 de diciembre de 2016 por Netflix.

## Argumento
La historia inicia con El Equipo Utah, un grupo de soldados estadounidenses equipados con dispositivos de última generación, en una misión en un edificio en ruinas donde son atacados por entidades invisibles que pueden atravesar paredes y asesinar con el mero contacto. Sin embargo, el visor de uno de los soldados caídos logra captar y trasmitir algunas imágenes a la base.
El investigador de DARPA, el Dr. Mark Clyne, vuela a Moldavia, el lugar de despliegue actual del ejército estadounidense en la actual Guerra de Moldavia, para ser consultado sobre una de sus creaciones, unas gafas de imágenes hiperespectrales con las que se ha equipado a los soldados. Después de llegar a una base aérea militar estadounidense en las afueras de Chisináu, se reúne con el general Orland y la oficial de la CIA Fran Madison. Ellos le muestran imágenes capturadas por las gafas de las tropas de una aparición misteriosa, translúcida y humanoide que mata instantáneamente y que solo su invento ha sido capaz de registrar. Sabiendo que no es una interferencia, Orland quiere la opinión experta de Clyne antes de enviar los hallazgos y las imágenes a sus superiores; por el contrario, Madison cree que son insurgentes que usan una forma avanzada de camuflaje activo y tiene órdenes de sus superiores de obtener una muestra.
Para obtener una imagen más clara de las anomalías e identificarlas, tanto Clyne como Madison acompañan a un equipo Delta Force al campo para encontrar al equipo Utah. Para capturar una mejor imagen de las apariciones, Clyne monta una versión más grande y poderosa de la cámara hiperespectral en la parte superior de uno de los vehículos blindados. Al llegar al lugar, descubren muertos a todos los miembros del Equipo Utah y a los insurgentes excepto un soldado que logró esconderse dentro de una tina de enlozada quien misteriosamente, a pesar de lo evidente de su presencia, fue ignorado por las apariciones. El grupo es emboscado por las apariciones, que son inmunes a las armas y explosivos, aunque por alguna razón son incapaces de entrar en los tanques, pero logran infligir grandes bajas a los soldados antes de que puedan huir. Cuando las minas terrestres dejan sus vehículos inoperables, el grupo se refugia en una fábrica abandonada donde encuentran a dos niños escondidos. Las apariciones intentan seguirlos pero son detenidas por una línea perimetral que alguien dibujó alrededor del edificio con virutas de hierro y que parece lastimarlos. Los niños explican que su padre, quien trabajaba en la central eléctrica de la ciudad, parecía conocer la naturaleza de las criaturas y antes de morir puso la barrera para protegerlos. Los sobrevivientes hacen contacto con la base aérea y establecen un punto de extracción a 800 metros de la fábrica dentro de algunas horas. Para repeler a las apariciones, Clyne modifica la cámara hiperespectral en un gran reflector cuyo haz de luz las hará visible, además fabrican granadas caseras con virutas de hierro como metralla esperando tener así una oportunidad de llegar al punto de extracción. Fortificado con estas nuevas armas, el grupo debe huir del lugar una hora antes de la llegada del helicóptero, cuando las apariciones logran evitar la barrera y entrar. Fuera de la fábrica el grupo que usa las granadas para frenar a las apariciones. Refuerzos y un helicóptero de evacuación se unen a ellos en el punto de encuentro, sin embargo son emboscados por las apariciones que acaban sin esfuerzo con la mayoría de los refuerzos antes de poder huir.
Una vez a salvo en el aire, Orland les informa que las apariciones han invadido la base aérea por lo que son redirigidos a un búnker civil controlado por el ejército moldavo aliado. Pensando en lo que aprendió de los niños que habían encontrado, Clyne deduce que las apariciones probablemente fueron creadas por el hombre y están hechas de Condensado de Bose-Einstein, lo que explica que puedan atravesar paredes, congelar a las personas hasta la muerte y su incapacidad de atravesar hierro o cerámica como la de las tinas o la armadura de los tanques. Trabajando durante la noche Orland y los ingenieros militares sobrevivientes construyen varias armas de pulso improvisadas capaces de descomponer el condensado. A la mañana siguiente, los soldados estadounidenses restantes se dirigen a la planta de energía Masarov en el centro de la ciudad, ya que Clyne cree que es la única instalación capaz de generar la energía necesaria para crear el condensado.
Mientras los soldados montan una distracción ofensiva en el techo de la planta y enfrentan a miles de apariciones, Clyne y Madison descienden a un laboratorio en el interior. Allí descubren que los científicos del antiguo régimen, capturaron y escanearon humanos a nivel molecular y usaban impresión 3D avanzada para crear réplicas hechas de condensado. Los cerebros y el sistema nervioso periférico de los sujetos de prueba fueron retirados y conectados a una máquina central que los mantenía vivos y utilizaba como una terminal de control para manejar a las copias, sin embargo se salieron de control y acabaron con sus creadores antes de que pudieran desactivarlos y desde entonces el sistema automatizado había estado imprimiendo copias sin detenerse. Con la batalla amenazando liberar los condensados restantes, Clyne finalmente logra desactivar las apariciones. Creyendo que cualquier nivel de conciencia restante es doloroso, desconecta el soporte de vida de los restos humanos de la máquina y finalmente les da paz.
Desaparecidas las apariciones, los militares moldavos y estadounidenses continúan su trabajo de tomar el control de la ciudad de los insurgentes. Se enviará un equipo de extracción del Departamento de Defensa a la planta con los operadores de Delta Force para desarmar la maquinaria y potencialmente usarla para sus propios fines. Despidiéndose de Madison y el general Orland, Clyne aborda un avión para llevarlo de vuelta a casa en Virginia.

## Reparto
- James Badge Dale
- Emily Mortimer
- Max Martini
- Bruce Greenwood
- Clayne Crawford
- Cory Hardrict
- Louis Ozawa Changchien
- Jimmy Akingbola
- Dylan Smith
- Philip Bulcock
- Royce Pierreson
- Ursula Parker
- Mark O'neal

## Producción
Durante el verano de 2014, Legendary Pictures y Universal Pictures anunciaron que el director de comerciales (anuncios) Nic Mathieu haría su debut dirigiendo el guion de Fried para la película de acción sobrenatural Spectral que protagonizará James Badge Dale, Max Martini, Bruce Greenwood y Emily Mortimer. Spectral se centra en un equipo de Operaciones Especiales enviados para luchar contra seres sobrenaturales que se han apoderado de una ciudad europea (Chisináu, la capital de Moldavia).

### Rodaje
El rodaje comenzó el 7 de agosto de 2014.

## Estreno
El 19 de agosto de 2014, Universal Pictures anunció estrenar la película el 12 de agosto de 2016, en 3D.